# Crossarchus alexandri
El cusimanse de Alexander (Crossarchus alexandri) es una especie de mamífero carnívoro de la  familia Herpestidae. Habita en República Centroafricana, Uganda, República del Congo y la República Democrática del Congo. Se conoce poco acerca de la especie, se sabe que comparte su rango con el cusimance de Angola (Crossarchus ansorgei). Mide entre 30-45 cm de longitud y entre 500 y 1500 g de peso, aproximadamente.